# 崔浩哲
崔浩哲（韓語：최호철），韓國電視劇編劇。

## 作品

### 電視劇
- 2013年：KBS《秘密》
- 2015年：SBS《假面》
- 2018年：MBC《時間》
- 《我人生中最幸福的時光》

## 外部連結
- NAVER搜索
- 从《秘密》到《假面》，编剧崔浩哲的高收视秘诀？（页面存档备份，存于）